# Алтертхајм
Алтертхајм (њем. Altertheim) општина је у њемачкој савезној држави Баварска. Једно је од 52 општинска средишта округа Вирцбург. Према процјени из 2010. у општини је живјело 2.097 становника. Посједује регионалну шифру (AGS) 9679165.

## Географија
Алтертхајм се налази у савезној држави Баварска у округу Вирцбург. Општина се налази на надморској висини од 252-361 метра. Површина општине износи 24,1 km².

## Становништво
У самом мјесту је, према процјени из 2010. године, живјело 2.097 становника. Просјечна густина становништва износи 87 становника/km².